# Mycetophila neoflavithorax
Mycetophila neoflavithorax är en tvåvingeart som beskrevs av Duret 1992. Mycetophila neoflavithorax ingår i släktet Mycetophila och familjen svampmyggor. Inga underarter finns listade i Catalogue of Life.